# CRM
Sistem de gestiune a relației cu clienții (abreviat CRM după en. customer relationship management) reprezintă un set de strategii, politici și tehnologii destinate atragerii, reținerii și fidelizării clienților. Într-un sens larg, CRM include activitățile aferente departamentelor de marketing, vânzări, financiar și suport tehnic relativ la clienți, potențiali clienți, furnizori și parteneri. Pentru ca programul CRM cumpărat să funcționeze corect, el trebuie configurat și personalizat conform modului de a vinde al clientului. Aceste activități, alături de analiză de proiect, import date și training fac parte din proiectul de implementare CRM.
Istoria și evoluția CRM
Aplicațiile software de tip C.R.M. au o istorie bogată de peste 50 de ani. Istoria acestor programelor de tip C.R.M. începe în anii 1975-1980 când au apărut, în Statele Unite ale Americii, primele sisteme mainframe dedicate exclusiv stocării informațiilor de vânzări despre clienți – un fel de agendă electronică. Scopul acestor sisteme era să ofere angajaților din departamentele de vânzări un instrument pentru a căuta informații în baza de date. În decada 1981-1990, companii mari americane din domeniile asigurări și bancar au început să utilizeze aplicații software special dezvoltate pentru ele, ce conectau informații despre clienți și tranzacții, existente în aplicații de core-business utilizate. 
Primul sistem software de administrare a contactelor de vânzări a fost lansat de către compania americană Conductor Software în anul 1986 și s-a numit ACT!.
Termenul de C.R.M. (Customer Relationship Management) a apărut de-abia în anul 1995. Pe lângă denumirea de C.R.M., acest tip de aplicații a mai purtat numele E.C.M. (Enterprise Customer Management) sau C.I.S. (Customer Information System). În cele din urmă, termenul de C.R.M. este cel care s-a impus definitiv și în Statele Unite ale Americii dar și pe plan mondial. Primul software C.R.M. online a fost lansat de compania Siebel în anul 1999.
În ultimii ani, cele mai populare direcții C.R.M. sunt: Social CRM – aplicații ce folosesc informații despre clienți obținute din social media, Mobile CRM – pentru a răspunde nevoii de mobilitate a agenților de vânzări și CRM Integrat – programul CRM devine o platformă pentru integrarea cu alte aplicații software de vânzări și marketing, cum ar fi de trimitere newslettere, centrale telefonice sau trimitere SMS-uri.
Primele sisteme CRM apărute sunt vechile condici sau agende. Acestea s-au dezvoltat din nevoia companiilor, a agenților de vânzări de a-și centraliza și gestiona clienții.
Odată cu apariția PC-urilor, a apărut și o a doua generație de CRM-uri care au fost un real progres față de sistemele clasice. Acum se putea centraliza într-adevăr toată activitatea unei firme.
Totuși, aceste sisteme au câteva mari inconveniente: nu pot fi accesate decât din sediul firmei, iar update-urile și mentenanța se fac extrem de greoi. Practic, trebuie să ai un angajat care să se ocupe de acest soft. 
În prezent, sistemul CRM in cloud este cea mai eficientă metodă de stocare și organizare a datelor, rapidă și ușor de utilizat.

## Utilizarea CRM în departamentele organizației
Aplicațiile CRM sunt utilizate de către unul sau mai multe departamente ale organizației în care sunt implementate: vânzări, marketing, client-service, debt-collection, financiar, IT. O parte din departamentele enumerate utilizează direct aplicația, în timp ce alte departamente sunt implicate doar în achiziționarea și administrarea acestui tip de programe software. În acest sens, marii vendori de aplicații CRM cum ar fi Salesforce.com, Microsoft Dynamics CRM, Siebel, cât și alți furnizori software de talie mare și medie au dezvoltat funcționalități CRM dedicate fiecărui departament în parte. Aplicațiile CRM facilitează implementarea unui mod de lucru colaborativ în cadrul firmei, prin integrarea tuturor informațiilor despre clienți și a comunicării cu aceștia într-o bază de date comună. Într-o organizație în care soft-ul CRM este utilizat atât în departamentul de vânzări, cât și în cele de marketing, relații clienți sau recuperare creanțe, sistemul CRM implementat devine locul în care se înregistrează toate interacțiunile, de la newsletter trimis în campanie și telefon de vânzare și până la oferte, comenzi și solicitări de asistență telefonică pentru produsele vândute. 
- Departamentul de Vânzări. Într-o implementare CRM, departamentul de vânzări este departamentul cheie. Tradițional, programele CRM au apărut pentru a ajuta echipele de vânzări să-și organizeze baza de date despre clienți (agenda) astfel încât informațiile să fie bine structurate și ușor de găsit. Și în zilele noastre, reprezentanții de vânzări sunt principalii utilizatori CRM din cadrul companiilor în care această soluție se implementează. Echipa de vânzări folosește programul software ca bază de date centralizată, în care se înregistrează informațiile relevante despre clienți și interacțiunile cu aceștia. Pentru consultanții de vânzări, programul CRM funcționează exact ca o agendă electronică de vânzări. La nivel managerial, departamentele de vânzări se folosesc de programele CRM pentru a impune proceduri de vânzare și de relaționare cu clienții. Printre cele mai frecvente beneficii obținute prin utilizarea CRM în cadrul departamentului de vânzări se numără: creșterea vânzărilor, creșterea profitabilității, controlul echipei de vânzări, înțelegerea pieței, protejarea bazei de date de clienți, organizarea activităților și fluxurilor de vânzări. [3]

- Departamentul de Marketing este unul dintre principalii beneficiari ai utilizării unui sistem CRM în organizație, întrucât accesează datele înregistrate în soft – cu scopul de a-și cunoaște mai bine clientela și pentru a înțelege evoluția pieței. Angajații departamentelor de marketing sunt mai mult decât consumatori de rapoarte și analize din programul CRM, ei folosesc diverse funcționalități pentru managementul activității. În CRM, „marketingul” își segmentează clienții și lansează campanii de marketing personalizate. Aceste campanii sunt planificate, executate și urmărite tot cu ajutorul aplicației. Pentru a înțelege mai eficiența campaniilor de marketing vs. bugetul investit, rezultatele sunt extrase din programul de relații cu clienții. Funcționarea integrată a departamentelor de marketing și vânzări este un obiectiv important al multor organizații, fiind atins cu ajutorul sistemului CRM.[4]

- Departamentul de Client Service – Relații Clienți. Departamentul de Client Service utilizează sistemul CRM pentru a înregistra toate interacțiunile cu clienții, oferindu-le astfel organizațiilor o viziune integrată 360 de grade asupra clienților. Fie că este vorba de o întrebare telefonică cu privire la produsul cumpărat, un comentariu client pe pagina de Facebook a firmei sau o recenzie trimisă pe email, locul acestor comunicării este în aplicația CRM implementată. Organizația își poate astfel impune intern o abordare centrată în jurul clienților, un mod de lucru colaborativ între departamente. Tot prin intermediul sistemelor CRM, organizațiile își pot implementa politici de calitate a serviciilor de suport – Nivelul Agreat de Calitate a Serviciilor (Service Level Agreement). Print-o astfel de aplicație CRM, departamentul de servicii clienți este controlat cu privire la viteza cu care răspunde solicitărilor de service. [5]

- Departamentul de Resurse Umane - HR. Pe de-o parte, departamentul de resurse umane accesează aplicația CRM pentru a extrage informații cheie despre performanțele angajaților din departamentele în care programul este utilizat: vânzări, marketing sau client service. Cu ajutorul acestor informații, managerul de resurse umane concepe programe eficiente de bonusare a angajaților și de recompensare a performanței. Pe de altă parte, departamentele de resurse umane pot folosi programul CRM pentru gestionarea procesului de recrutare. În loc de lead-uri, ei lucrează cu candidați și în loc de flux de vânzare cu stadii lead -> client, au flux de recrutare cu stadia candidat -> angajat.

- Departamentul Debt Collection – Recuperare Creanțe. Fie că activitatea de Collection – Recuperare Creanțe este gestionată de un departament separat (specific firmelor medii și mari), fie că este responsabilitatea angajaților din vânzări, call center ori financiar, softurile CRM oferă funcționalitățile necesare gestionării cu succes a activităților de collection: managementul activităților de recuperare datorii, urmărire status, alertare, plan de acțiune etc. Pentru fluxuri mai complexe de collection există o categorie dedicată de soluții software, suplimentar față de aplicațiile CRM.

Departamente cu rol indirect în proiectele CRM
- Departamentul Financiar este departamentul prin care ”trec”, de-obicei, proiectele de achiziție CRM. Rolul acestor departamente poate fi cel mult să valideze cumpărarea sau achiziționarea licenței și să deblocheze tranșele de plată la finalizarea proiectului de implementare CRM.

- Departamentul IT administrează, în cele mai multe cazuri, aplicația CRM implementată. Fie că este intern, fie că este externalizat, departamentul IT al organizației are rolul de a asigura buna funcționare tehnică a programului. Soluțiile CRM online găzduite în cloud funcționează corespunzător și în lipsa unei administrări dedicate.

Un sistem CRM in cloud are următoarele avantaje:
•	Dezvoltare mai rapidă
•	Actualizări automate 
•	Reducerea costurilor 
•	Accesibilitate de oriunde, pe orice dispozitiv
•	Creșterea colaborării
Anumiți furnizorii de soluții CRM și-au specializat aplicațiile pe diverse verticale de business. Astfel, sunt disponibile pentru utilizatori, soluții CRM pe diverse domenii de activitate, cum ar fi pentru call center, servicii financiare, medical, telecomunicații, imobiliare Arhivat în 9 octombrie 2019, la Wayback Machine., retail, producție industrială sau asigurări. Aceste sisteme oferă funcționalități generale CRM, dar acoperă și fluxurile de business specifice fiecărui domeniu de activitate.
Scopul unei aplicații CRM este de a unifica interacțiunile unei companii cu clienții acesteia și de a valorifica informațiile pe care le obțin despre aceștia. Un sistem CRM susține atragerea celor mai profitabili clienți și generarea de noi oportunități pe clienții existenți. 
Aplicațiile software de tip CRM au 2 dimensiuni:
A. Customer facing applications
Customer facing applications, prin interacțiunea permanentă cu clientul, oferă informațiile necesare stabilirii acestei strategii.
A1. Automatizarea fortei de vanzari – administrarea listei de prospecți și a ratelor de succes asignate;
A2. Customer service and support – presupune gestionarea incidentelor sau problemelor clienților;
A3. Automatizarea activității de marketing – automatizarea unor activități precum administrarea campaniilor de marketing prin email, managementul conținutului acestor campanii, realizarea de sondaje, distribuirea de materiale promoționale personalului de vânzări. 
B.Customer intelligence
Customer Intelligence Applications - cuantificarea relației dezvoltate în vederea trasării unei direcții viitoare de acțiune pentru companie. 
B1. Obținerea de informații relevante de la client
B2. Analiza informațiilor obținute
B3. Formularea unei strategii pe bază acestei analize
B4. Acțiuni bazate pe strategia formulată
Customer Intelligence este un proces prin care departamentul de vânzări construiește o strategie de marketing prin cercetare permanentă a clienților și cerințele lor.
Scopul unei aplicații CRM este de a unifica interacțiunile unei companii cu clienții acesteia și de a valorifica informațiile pe care le obțin despre aceștia. Un sistem CRM susține atragerea celor mai profitabili clienți și generarea de noi oportunități pe clienții existenți. 
Un sistem CRM acoperă 4 componente de business:
- Front-Office: operațiunile din această categorie reprezintă interacțiunile directe cu clientul, precum întâlniri de vânzări, prezentări, telefoane, e-mail-uri, servicii online etc.
- Back-Office:  reprezintă procesele care au efecte implicite asupra activităților de front-office, precum activitățile de marketing, prospectare, service
- Managementul relațiilor de business cu alte companii: parteneri, furnizori, vendori, retaileri, influenceri, leaderi de opinie, presă. Această componentă include atât activități de front-office, cât și back-office.
- Analiza centralizată a datelor: operațiune cu scopul de a elabora campanii de marketing, strategii de vânzare, fluxuri intuitive de lucru.

Structura
Un sistem CRM poate acoperi mai multe tipuri de activități specifice unei companii:
- Vânzări
- Managementul clienților potențiali și al contactelor
- Managementul oportunităților
- Managementul conturilor (clienților)
- Analiză și previziuni de vânzări
- Marketing

o	Segmentare
o	Planificare & Execuție campanii de marketing
o	Analize de marketing
•	Service
o	Managementul contactelor și al conturilor (clienților)
o	Managementul interacțiunilor cu clienții
o	Analiză servicii
Poate cel mai important, soluțiile CRM moderne sprijină fluxurile de lucru complexe ale echipelor de vânzări cu creștere rapidă. Sistemul CRM organizează echipa, facilitând o utilizare mai eficientă a timpului și eliminând multe dintre sarcinile neplăcute care iau timp fără a adăuga valoare (cum ar fi căutarea prin arhivele de e-mail pentru a găsi o anumită informație).
În funcție de complexitatea sistemului CRM, acesta poate include mai multe sau mai puține funcționalități sau poate fi folosit doar de către departamente individuale.
La rândul sau, un modul CRM poate cuprinde o serie de submodule sau facilități:
- Module de gestionare a operațiilor zilnice (apeluri telefonice, întruniri, e-mail [import - export din MS Outlook], activități generale)
- Coordonare facilă a activității utilizând calendare - personale și de grup
- Posibilitatea de a genera activități de amploare din browser-ele altor module conectate
- Link-uri de activitate, crearea automată de noi activități de către alte activități, istoricul activităților (origine - rezultat)
- Înregistrarea tranzacțiilor din toate modulele majore conectate
- Analiza activităților de Business Intelligence
- Gestionarea e-mail-ului și conexiunea cu Outlook
- Managementul extensiv al oportunităților de vânzare
- Gestionarea probabilității de închidere
- Monitorizarea activităților agenților de vânzări
- Raport direct de informare

Sistemul CRM poate fi personalizat pentru orice afacere. 75% dintre consumatori preferă ca firmele să utilizeze informații personale pentru a îmbunătăți experiența cumpărăturilor, iar studiile recente arată că mai mult de două treimi din consumatori sunt dispuși să furnizeze mai multe informații personale pentru a primi un serviciu personalizat.
Întreprinderile vin în diferite forme și dimensiuni și, prin urmare, este întotdeauna important să se găsească o soluție CRM care să poată fi adaptată la nevoile fiecărei afaceri. Această soluție permite modificarea, eliminarea sau încorporarea propriilor setări pentru a obține un sistem CRM perfect pentru fiecare afacere.
Dacă astăzi pare evident că orice companie, mare sau mică, să fie echipată cu un software de contabilitate, tehnologia SAAS (Software as a service) a democratizat piața de software, făcând mai accesibile și mai multe soluții, pentru a îmbunătăți managementul general al afacerilor. Cu date disponibile de la orice dispozitiv în timp real, beneficiile sunt imediate atât în ceea ce privește productivitatea, cât și securitatea. Investiția este mai mică pentru flexibilitatea totală într-o lume în care aproape 100% dintre companii au acces la internet.

## Programe
Există o gamă largă de programe, de la cele gratuite și simple până la programele comerciale foarte sofisticate.
Listă de programe:
| Nume          | Licență | Limbi                                                                              | Data înființării | Limbi utilizate  |
| ------------- | ------- | ---------------------------------------------------------------------------------- | ---------------- | ---------------- |
| ASARI CRM     | SaaS    | en, de, fr, es, it, ru, ua, pl, lt, lv, es, cn                                     | 1998             | PHP, Javascript  |
| Firmao CRM    | SaaS    | en, de, es, fr, pt, se, pl, ae, jp, tr, ua, ru                                     | 2009             | Java, Javascript |
| Synergius CRM | SaaS    | de, en, pl, ru                                                                     | 2013             | PHP, Javascript  |
| HubSpot       | SaaS    | en, fr, jp, de, pt, es                                                             | 2014             | Java             |
| Pipedrive     | SaaS    | cs, en, de, et, es, fr, id, it, jp, ko, lv, nl, nb, pl, pt, ru, fi, sv, tr, uk, zh | 2011             | PHP, Javascript  |
| Salesforce    | SaaS    | br, ca, fr, de, it, nl, se, jp, cn, tw, kr, th                                     | 1999             | APEX             |
| Zoho CRM      | SaaS    | en, pt, fr, ar, th, cn, it, de, nl, id, jp, vi, he                                 | 1999             | Java             |
| SugarCRM      | SaaS    | es, en, de, fr, it, jp                                                             | 2004             | PHP              |
| Livespace     | SaaS    | pl, en                                                                             | 2013             | Javascript       |